# فرودگاه ویبرن
فرودگاه ویبرن (به انگلیسی: Weyburn Airport) یک فرودگاه همگانی است که یک باند فرود آسفالت دارد و طول باند آن ۹۱۹ متر است. این فرودگاه در کشور کانادا قرار دارد و در ارتفاع ۵۸۹ متری از سطح دریا واقع شده است.